# K.d. lang

k.d. lang (uden store bogstaver) eller Kathryn Dawn Lang er en canadisk sanger født 2. november 1961.
k.d. lang startede sin karriere i 1984, hvor hun udkom med et mix af country- og rocknumre, der havde et snert af noget punkagtigt over sig.[kilde mangler]
Hun vandt en grammy i 1989 som bedste countrysangerinde for albummet Absolute Torch and Twang.
Med albummet ”Ingenue” tilbage i 1992, som solgte til platin, havde hun fundet sin helt egen lyd. Denne plade indeholder hendes måske største hit til dato Constant Craving[kilde mangler]

## Albums
- Angel with a lariat 1987

- Shadowland – 1988

- Absolute torch and twang” – 1989

- Ingenue” – 1992

- Even cowgirls get the blues” – 1993

- All you can eat – 1995
- Drag – 1997
- Invincible summer – 2000
- Live by request – 2001
- A wonderful world with Tony Bennett – 2002
- Hymns of the 19th parallel – 2004
- Reincarnation – 2006
- Watershed – 2008
- Recollection – 2010